# Kemilumineszcencia

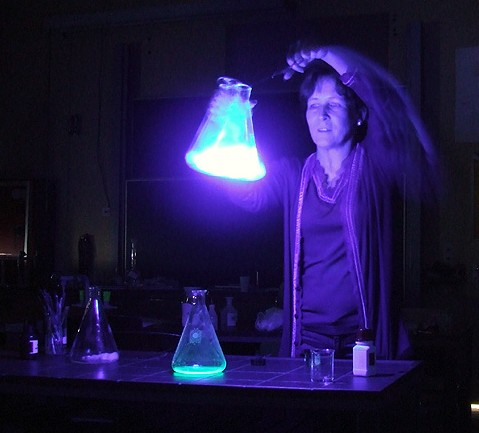
Nagy fénykibocsátásssal járó kemilumineszcens reakció végrehajtása egy Erlenmeyer-lombikban

A kemilumineszcencia vagy kemolumineszcencia kémiai reakció eredményeként létrejövő fénykibocsátás, korlátozott hőkibocsátás mellett. Elméletileg a reakció során a reagens minden molekulája 1 fotont bocsát ki, vagyis mólonként 6·1023 fotont, gyakorlatban azonban a nem-enzimes reakciók hatásfoka ritkán haladja meg az 1%-ot.
Élő organizmusokban végbemenő kemilumineszcens reakció esetében biolumineszcenciáról beszélünk.

## Gyakorlati alkalmazások

Világító rúd működése

- Világító rúd
Rugalmas műanyag rúd, a belsejében vékony falú, zárt üvegcsővel. A használat megkezdésekor a műanyag rudat meg kell hajlítani, hogy a belső üvegkapszula összetörjön, ekkor a kétféle oldat összekeveredik, és a pálca világítani kezd.
Az oldatok pontos összetétele gyakran ipari titok. A pálca méretétől, gyártójától függően pár órán át világít. Mivel vízhatlan, kisméretű, eldobható, külső áramforrást nem igényel, és nagy nyomásnak is ellenáll, felhasználása sokrétű (pl. katonaság, búvárkodás, katasztrófavédelem).
- Luminol-teszt
Luminol port hidrogén-peroxidban és hidroxidban oldanak fel. Az oldat vassal történő érintkezéskor kék fénnyel világítani kezd, mivel a vas a reakcióban katalizátorként viselkedik. A hemoglobin vastartalma miatt az oldat alkalmas kis mennyiségű vér kimutatására is. A kékes fény kb. 30 másodpercig látható.

## Külső hivatkozások
- Luminol oxidációja hidrogén-peroxid oldattal
- Luminol oxidációja nátrium-hipoklorit oldattal